# HD 4335
HD 4335 — звезда, бело-голубой гигант, находящийся в созвездии Андромеда на расстоянии приблизительно 529,72 св. лет от Земли. По состоянию на 2007 год, радиус звезды оценивается в 2,8 солнечного радиуса. Радиальная скорость составляет 0,4 км/с с возможной погрешностью в 3 км/с. Планет у HD 4335 обнаружено не было. Звезда видима невооружённым глазом на ночном небе.